# Julus lapidarius
Julus lapidarius är en mångfotingart som beskrevs av Lucas 1846. Julus lapidarius ingår i släktet Julus och familjen kejsardubbelfotingar. Inga underarter finns listade i Catalogue of Life.